# Agnes Keyser
Agnes Keyser (* 20. April 1869; † 11. Mai 1941 in London) war eine englische Kurtisane und Mätresse von König Eduard VII. von Großbritannien, später war sie als Schwester Agnes bekannt.

## Leben

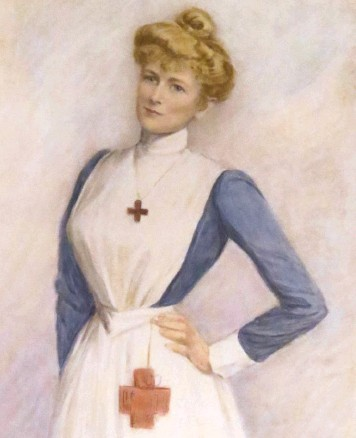
Schwester Agnes

Agnes Keyser war die wohlhabende Tochter eines Londoner Börsenmaklers. Sie bekam eine hervorragende Erziehung für ein Mädchen in der Viktorianischen Zeit, sie galt als frühreif und ausgesprochen intelligent. Bevor sie die Aufmerksamkeit des Prince of Wales (1841–1910) erregte, war sie die Geliebte des portugiesischen Edelmann, Diplomat, Höfling und Frauenheld par excellence,  Marquis Luis Augusto Pinto de Soveral (1855–1922). Agnes Keyser musste mit Alice Keppel die Gunst des Prinzen und späteren König von Großbritannien teilen.
Im Jahre 1899 gründete Agnes Keyser zusammen mit ihrer Schwester Fanny das King Edward VII’s Hospital, nach den Ratschlägen von Florence Nightingale (1820–1910), in London. Das Krankenhaus diente für die kranken und verletzten Offiziere aus dem Zweiten Burenkrieg. Der Prince of Wales und Ernest Cassel gehörten zu den ersten Gönnern des Krankenhauses.